# Joan Ferrando
Joan Ferrando, né le 23 juin 1923 à Barcelone et mort le 18 février 1995 dans la même ville, est un joueur espagnol de basket-ball.